# چانخولا
چانخولا (به لاتین: Chhankhola) یک روستا در بنگلادش است که در استان باریسال و در ناحیه باریسال واقع شده است.